# Incident Command System
L'Incident Command System (ICS) (en français : système de commandement lors d'incident), est un système de commandement international standardisé fournissant une structure hiérarchique commune et uniformisée pour différents types intervenants ou organismes opérant lors d'une situation d'urgence ou de crise. Citons par exemple les forces armées, la police, les pompiers ou les services d'aide médicale urgente. 
Le système facilite la gestion des opérations via une flexibilité (adaptation au type de crise) et une standardisation structurelle claire.

## Historique
L'ICS a été initialement développé aux États-Unis pour répondre aux problèmes de gestion des différentes institutions et agences lors des incendies de forêt en Californie et en Arizona, mais il est aujourd'hui une composante du National Incident Management System (en) (NIMS) , où il a évolué pour être utilisé dans différentes situations de gestion de crise, allant des fusillades aux accidents impliquant des matières dangereuses. 

## LeSpan of Control
Le Span of Control, que l'on peut traduire en français par « l'éventail de subordination » est une notion de management définissant le nombre idéal de subordonnés que peut gérer une personne. Dans le cadre des ICS, ce nombre idéal a été défini comme étant entre 3 et 7 unités. Une unité n'étant pas nécessairement définie comme une seule personne.

## Adaptations

### Belgique

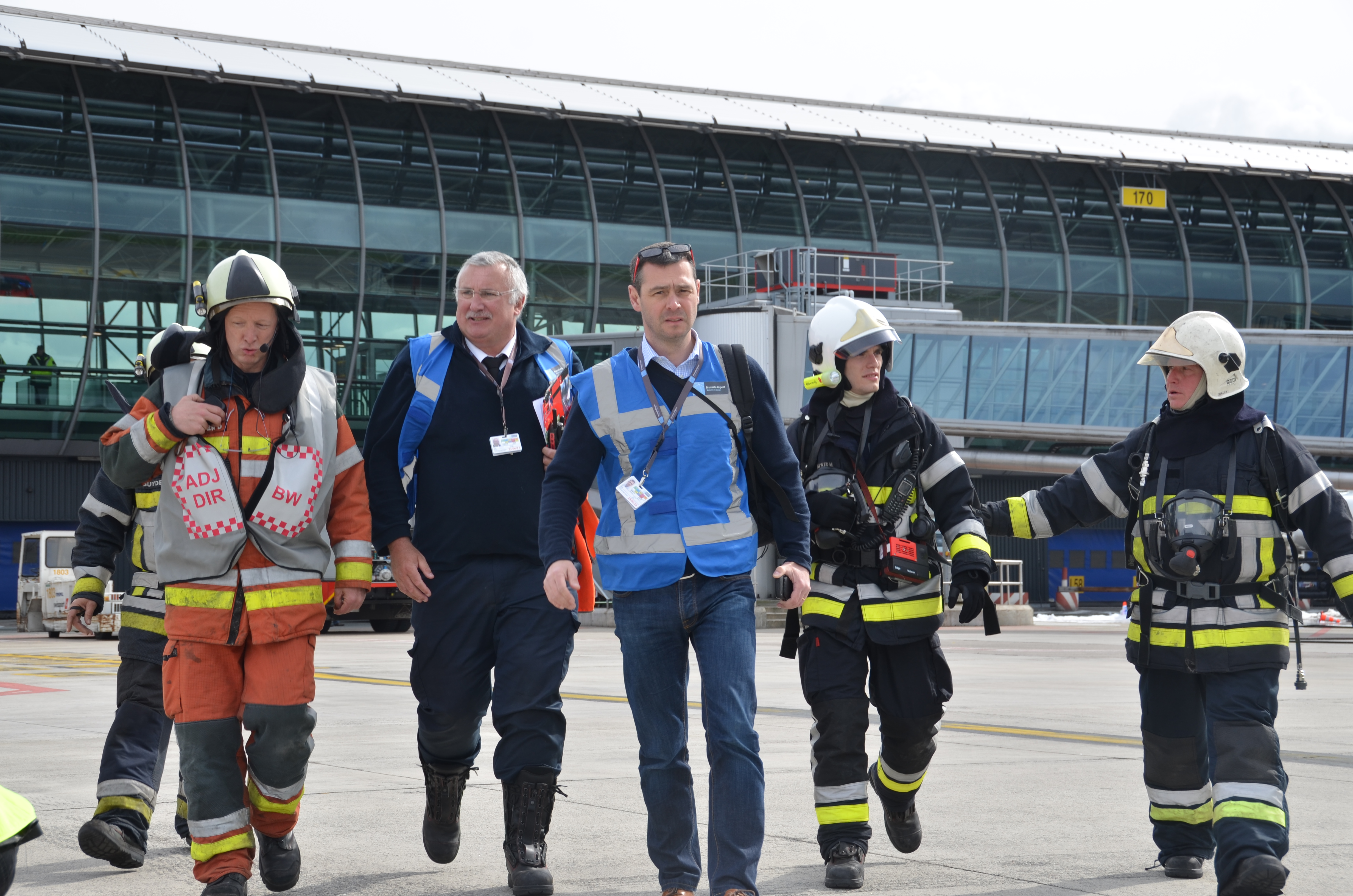
Exercice d'urgence à l'aéroport de Bruxelles, en Belgique, où les différentes disciplines de l'urgence se coordonnent sur le schéma de l'ICS.

En Belgique, on retrouve l'ICS comme base de la planification de l'urgence et de ses 5 disciplines.